# 14914 Moreux
14914 Moreux este o planetă minoră (asteroid), cu un diametru de 3,333 km, din centura de asteroizi. A fost descoperită pe 9 octombrie 1993 la Observatorul La Silla de Eric Walter Elst și a fost numită după Théophile Moreux. 
Obiectul prezintă o orbită caracterizată de o semiaxă mare de 2,6634286 UAi, o excentricitate de 0,03, o înclinație de 8,65145 ° în raport cu ecliptica.